# .cab (domena)
.cab – funkcjonalna domena internetowa najwyższego poziomu przeznaczona dla stron internetowych związanych z firmami taksówkarskimi i kierowcami taksówek, a także twórców aplikacji transportowych i innych firm zajmujących się transportem. Rejestracja stron z tą domeną jest możliwa dla wszystkich, nie tylko dla faktycznych taksówkarzy i firm taksówkarskich.